# Finale della Coppa delle Fiere 1966-1967
La finale della 9ª edizione della Coppa delle Fiere fu disputata in gara d'andata e ritorno tra Dinamo Zagabria e Leeds Utd.
Il 30 agosto 1967 allo stadio Maksimir di Zagabria la partita, arbitrata dallo spagnolo Adolfo Bueno Perales, finì 2-0. La gara di ritorno si disputò dopo una settimana allo stadio Elland Road di Leeds e fu arbitrata dall'italiano Antonio Sbardella, coadiuvato dai guardalinee Francesco De Robbio e Giuliano Acernese. Il match terminò 0-0 e ad aggiudicarsi il trofeo fu la squadra jugoslava.

## Il cammino verso la finale
La Dinamo Zagabria iniziò il cammino europeo contro i cecoslovacchi dello Spartak ZJS Brno, perdendo 2-0 in trasferta e vincendo il ritorno col medesimo risultato. In quell'edizione non furono previsti replay e la Dinamo passò il turno grazie al lancio della monetina. Al secondo turno gli scozzesi del Dunfermline vinsero 4-2 l'andata in Scozia ma caddero 2-0 nel ritorno a Zagabria e furono eliminati in virtù della regola dei gol fuori casa. Agli ottavi gli jugoslavi affrontarono i rumeni della Dinamo Pitești, battendoli 1-0 fuori casa e pareggiando 0-0 tra le mura amiche. Ai quarti di finale i Modri si scontrarono con i temibili italiani della Juventus, pareggiando 2-2 a Torino e vincendo con un secco 3-0 il ritorno in Jugoslavia. In semifinale la Dinamo affrontò i tedeschi occidentali dell'Eintracht Francoforte, i quali vinsero 3-0 l'andata in Germania Ovest ma persero col medesimo punteggio il ritorno allo stadio Maksimir; ai supplementari un gol di Rudolf Belin regalò la finale ai suoi.
Il Leeds esordì direttamente al secondo turno contro gli olandesi del DWS, battuti agilmente 8-2 tra andata e ritorno. Agli ottavi gli inglesi affrontarono gli spagnoli del Valencia, pareggiando in casa 1-1 e vincendo 2-0 al Mestalla. Ai quarti di finale i Peacocks affrontarono gli italiani del Bologna, che eliminarono solo grazie al lancio della monetina in quanto al Dall'Ara i Rossoblu vinsero 1-0 e con lo stesso risultato furono sconfitti a Elland Road. In semifinale fu la volta degli scozzesi del Kilmarnock che furono sconfitti 4-2 in casa, mentre la gara di ritorno si concluse a reti inviolate.

## Tabellini

### Andata
| Arbitro: | Adolfo Bueno Perales |

|                     |           |  |
| Čerček 39’ Rora 59’ | Marcatori |  |

| Dinamo Zagabria: |    |                 |
|                  |    |                 |
| POR              | 1  | Zlatko Škorić   |
| DIF              | 2  | Branko Gračanin |
| DIF              | 3  | Marijan Brnčić  |
| CEN              | 4  | Rudolf Belin    |
| DIF              | 5  | Mladen Ramljak  |
| CEN              | 6  | Filip Blašković |
| CEN              | 7  | Marijan Čerček  |
| CEN              | 8  | Danial Pirić    |
| ATT              | 9  | Slaven Zambata  |
| ATT              | 10 | Josip Gucmirtl  |
| CEN              | 11 | Krasnodar Rora  |
| Allenatore:      |    |                 |
| Ivan Horvat      |    |                 |

| Leeds Utd:  |    |                 |
|             |    |                 |
| POR         | 1  | Gary Sprake     |
| DIF         | 2  | Paul Reaney     |
| DIF         | 3  | Terry Cooper    |
| CEN         | 4  | Billy Bremner   |
| DIF         | 5  | Jack Charlton   |
| DIF         | 6  | Norman Hunter   |
| CEN         | 7  | Mick Bates      |
| CEN         | 8  | Peter Lorimer   |
| ATT         | 9  | Rod Belfitt     |
| ATT         | 10 | Eddie Gray      |
| ATT         | 11 | Michael O'Grady |
| Allenatore: |    |                 |
| Don Revie   |    |                 |

### Ritorno
| Leeds 6 settembre 1967, ore 18:30 | Leeds Utd         | 0 – 0 referto | Dinamo Zagabria | Elland Road (35 604 spett.)\| Arbitro: \| Antonio Sbardella \| |
| Arbitro:                          | Antonio Sbardella |               |                 |                                                                |

| Leeds Utd:  |    |                 |
|             |    |                 |
| POR         | 1  | Gary Sprake     |
| DIF         | 2  | Willie Bell     |
| DIF         | 3  | Terry Cooper    |
| CEN         | 4  | Billy Bremner   |
| DIF         | 5  | Jack Charlton   |
| DIF         | 6  | Norman Hunter   |
| CEN         | 7  | Paul Reaney     |
| CEN         | 8  | Rod Belfitt     |
| ATT         | 9  | Jimmy Greenhoff |
| ATT         | 10 | Johnny Giles    |
| ATT         | 11 | Michael O'Grady |
| Allenatore: |    |                 |
| Don Revie   |    |                 |

| Dinamo Zagabria: |    |                 |
|                  |    |                 |
| POR              | 1  | Zlatko Škorić   |
| DIF              | 2  | Branko Gračanin |
| DIF              | 3  | Marijan Brnčić  |
| DIF              | 4  | Rudolf Belin    |
| DIF              | 5  | Mladen Ramljak  |
| CEN              | 6  | Filip Blašković |
| CEN              | 7  | Marijan Čerček  |
| CEN              | 8  | Danial Pirić    |
| ATT              | 9  | Slaven Zambata  |
| ATT              | 10 | Josip Gucmirtl  |
| ATT              | 11 | Krasnodar Rora  |
| Allenatore:      |    |                 |
| Ivan Horvat      |    |                 |